# GothBoiClique
GothBoiClique (afgekort GBC) is een Amerikaans hiphop- en internetmuziekcollectief dat in 2013 werd opgericht. De groep staat bekend om het combineren van emo-, punk-, en trap-elementen met melancholische teksten over depressie, eenzaamheid en zelfdestructie. Enkele bekende leden zijn Lil Peep, Lil Tracy, en Wicca Phase Springs Eternal.
GBC kreeg vooral bekendheid in de tweede helft van de jaren 2010, toen Lil Peep internationaal doorbrak met zijn unieke sound en visuele stijl. Het collectief was invloedrijk binnen de zogenaamde emo rap-scene, die in die tijd groeide via platforms als SoundCloud. 